# Arquidiócesis de Matera-Irsina
La arquidiócesis de Matera-Irsina (en latín: Archidioecesis Materanensis-Montis Pelusii y en italiano: Arcidiocesi di Matera-Irsina) es una circunscripción eclesiástica de la Iglesia católica en Italia. Se trata de una arquidiócesis latina, sufragánea de la arquidiócesis de Potenza-Muro Lucano-Marsico Nuovo. Desde el 12 de febrero de 2016 su arzobispo es Antonio Giuseppe Caiazzo. Desde 1954 los arzobispos llevan el título de abad de la abadía de San Miguel Arcángel de Montescaglioso (en latín: Sancti Angeli Montis Caveosi).

## Territorio y organización

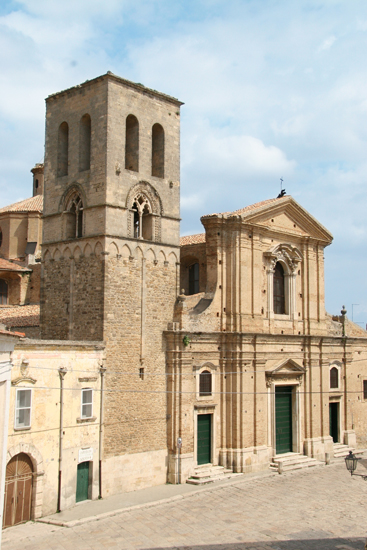
Concatedral de la Asunción de María, en Irsina

La arquidiócesis tiene 2096 km² y extiende su jurisdicción sobre los fieles católicos de rito latino residentes en 13 comunas de la provincia de Matera en la región de Basilicata: Bernalda, Craco, Ferrandina, Grottole, Irsina, Matera, Miglionico, Montalbano Jonico, Montescaglioso, Pisticci, Pomarico, Salandra y Scanzano Jonico.

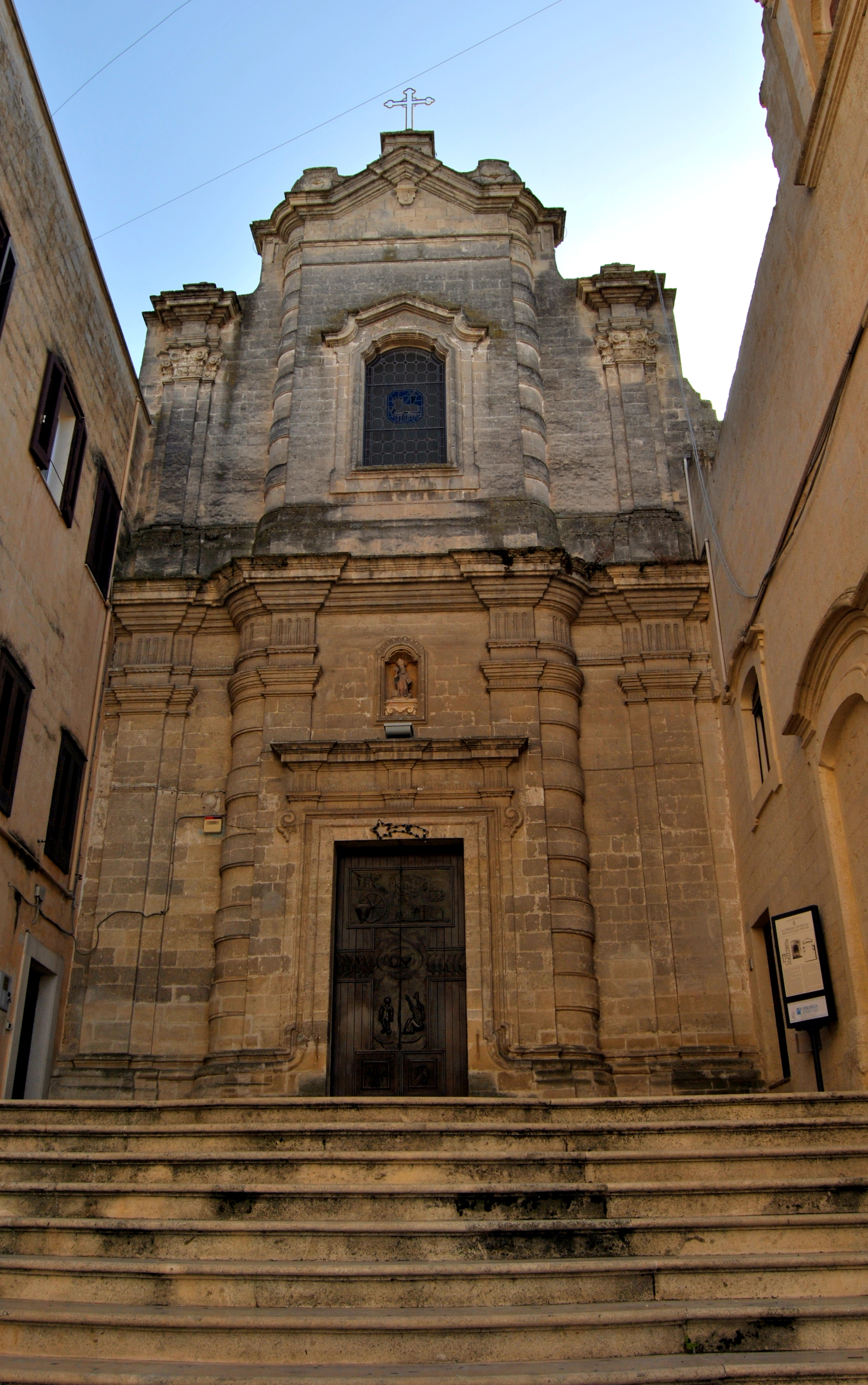
Santuario dell'adorazione perpetua delle Sante Lucia e Agata alla Fontana, en Matera

La sede de la arquidiócesis se encuentra en la ciudad de Matera, en donde se halla la Catedral de Santa María de la Bruna y San Eustaquio. En Irsina se halla la Concatedral de la Asunción de María.

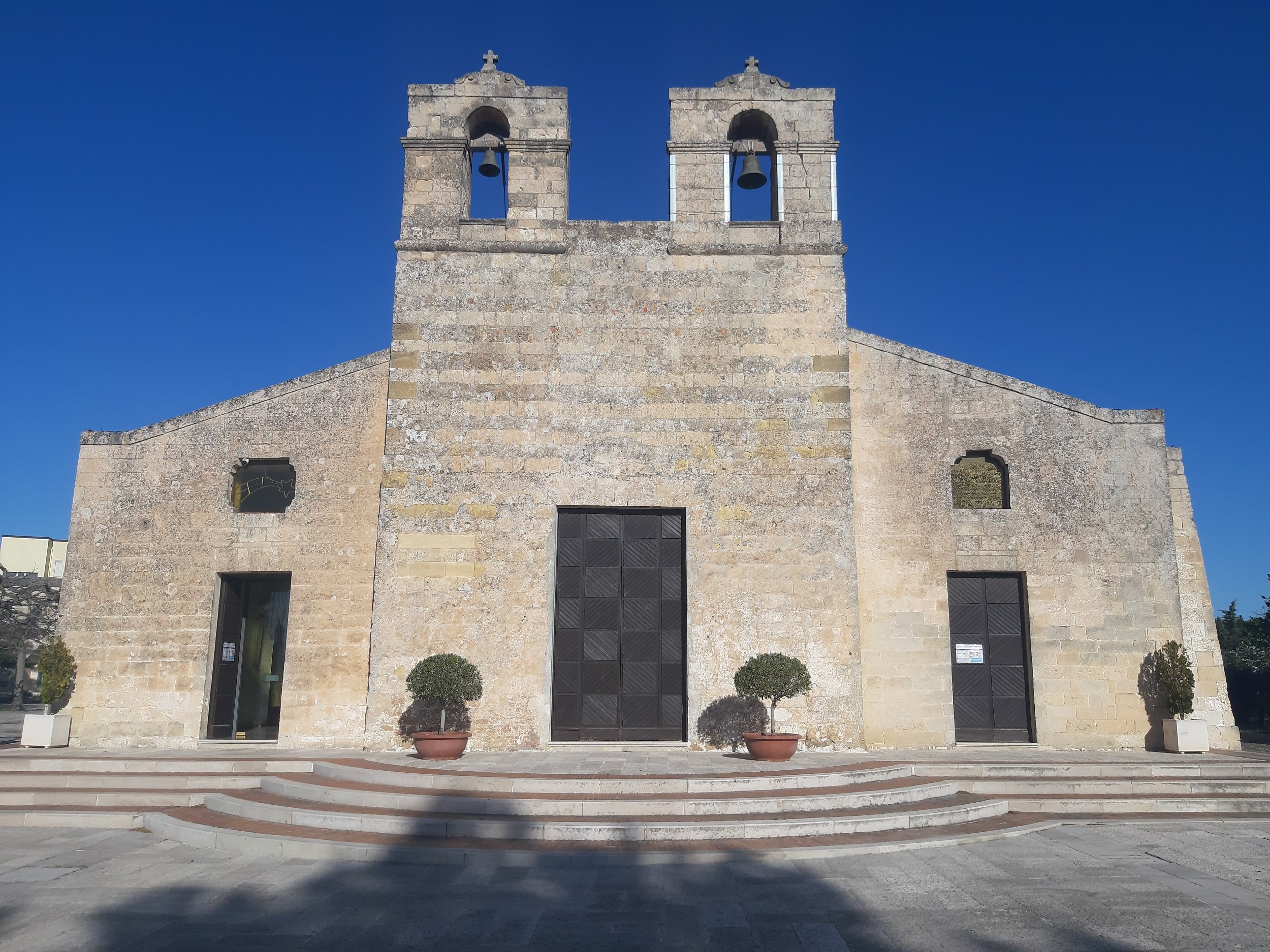
Santuario de Santa Maria di Picciano, en Matera

En 2021 en la arquidiócesis existían 55 parroquias agrupadas en 3 vicarías: Matera (21 parroquias), Mare (21 parroquias) y Collina (13 parroquias).

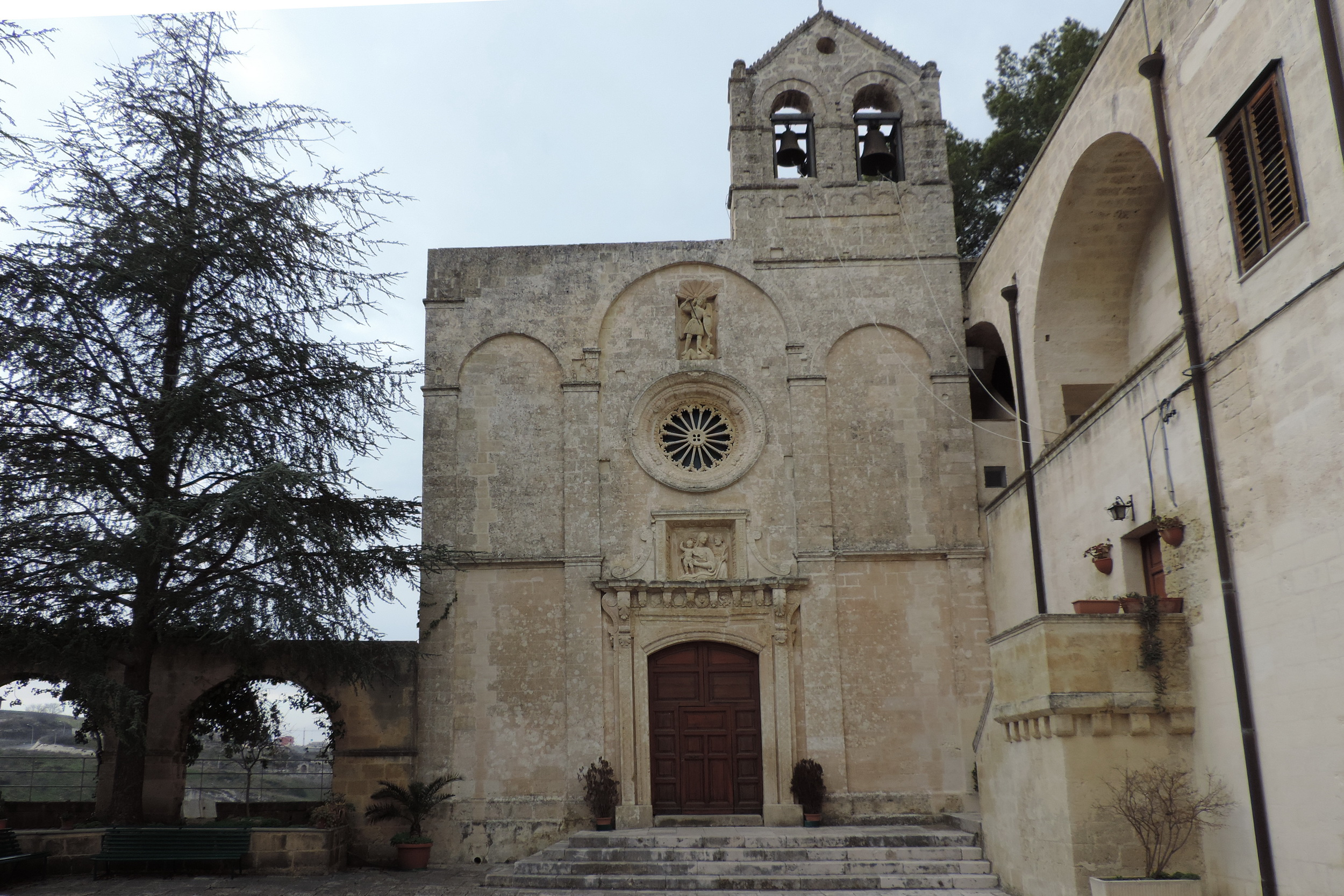
Santuario de Santa Maria della Palomba, en Matera

Lista de santuarios de la arquidiócesis:
- Santuario dell'adorazione perpetua delle Sante Lucia e Agata alla Fontana, en Matera;
- Santuario de Santa Maria di Picciano, en Matera;
- Santuario de San Francesco da Paola, en Matera;
- Santuario de Santa Maria della Palomba, en Matera;
- Santuario de la Madonna del Casale, en Pisticci.

## Historia

### Sede de Montepeloso (Irsina desde 1898)
La diócesis de Montepeloso fue erigida por los bizantinos entre finales del siglo X y principios del XI; no se conoce ningún obispo de este período. Desaparecida con la conquista normanda de la ciudad en 1042, la sede, «antiguamente adornada con dignidad episcopal», fue restablecida por el papa Calixto III, como se desprende de su bula de 1123 al obispo Leone. En la misma bula el papa anula la unión de Montepeloso con Tricarico, establecida por el arzobispo de Acerenza. Calixto III concedió el doble título de abad-obispo al abad del monasterio de Santa María. Sin embargo, la diócesis volvió a desaparecer unos diez años después, cuando en 1133 la ciudad fue nuevamente destruida por los normandos.
En el siglo siguiente los habitantes pidieron en varias ocasiones a los papas que reconstituyeran la antigua sede, pero primero Celestino III, luego Inocencio III y finalmente Gregorio IX rechazaron sus peticiones; Inocencio III tuvo incluso que anular la elección de un obispo (1240).
La diócesis fue finalmente restablecida en 1460 al obtener el territorio de la diócesis de Andría. Los tres primeros obispos, sin embargo, parecen haber sido también obispos de Andría al mismo tiempo; quizás hasta 1479 las dos localidades estuvieron unidas. Martín Sotomayor, fallecido en 1477, fue enterrado en la catedral de Andría, según consta en el epitafio dedicado a él en la catedral. La diócesis quedó inmediatamente sujeta a la Santa Sede.
El 27 de junio de 1818, mediante la bula De utiliori del papa Pío VII, que siguió al concordato entre la Santa Sede y el Reino de las Dos Sicilias, la diócesis se unió aeque principaliter a la diócesis de Gravina.
El 11 de octubre de 1976, tras la bula Apostolicis litteris del papa Pablo VI, las dos sedes fueron separadas, y la diócesis de Montepeloso (llamada Irsina desde 1898 después de que la ciudad hubiera cambiado de nombre en 1895) fue unida aeque principaliter a la diócesis de Matera.

### Sede de Matera
Según el cronista Lupo Protospata y algunos escritores de los concilios, parece haber presencia de un obispo de Matera en el sínodo romano de 482 y en la conferencia de Cartago de 484, pero esta hipótesis no se considera muy fiable. Además, el historiador Giuseppe Gattini informa de una lista de 38 obispos de Matera del 600 al 1200.
Sin embargo, el primer documento oficial que atestigua la existencia del obispado de Matera se remonta al año 968, cuando el patriarca de Constantinopla dio la orden de someter los obispados de Acerenza, Matera, Gravina, Tursi y Tricarico al arzobispo greco-bizantino de Otranto.
Otro documento que demuestra la existencia de una sede episcopal en Matera es un pergamino fechado el 16 de mayo de 1082 en el que el arzobispo de Acerenza Arnaldo concedía «al diletto figlio in Cristo Dom. Stefano, venerabile Abate, di consacrare il nuovo tempio, riedificato ed ampliato, in onore del santo martire di Cristo Eustachio, con il consenso e la esplicita volontà del diletto fratello in Cristo il vescovo Benedetto, pastore della Chiesa materana e del suo clero». Ese mismo año, tras la muerte del obispo de Matera Benedetto, la diócesis de Matera fue anexada ad tempus a la acheruntina y Arnaldo se convirtió así en obispo de Acerenza y Matera.
Según algunas hipótesis, Matera fue elevada en aquella ocasión al rango de arquidiócesis; en realidad el documento oficial que garantiza el ascenso a arquidiócesis es la bula del papa Inocencio III del 7 de mayo de 1203, que establece la unión aeque principaliter de la Iglesia de Matera con la arquidiócesis de Acerenza.
Esta unión duró más de siete siglos y no estuvo exenta de conflictos; de hecho, en 1440 el papa Eugenio IV separó las dos diócesis, haciendo que Matera fuera administrada primero por el obispo de Mottola y luego por un fraile franciscano, Maio (o Marsio) de Otranto. En 1444, sin embargo, se restableció la unión y en 1471 el papa Sixto IV decretó que el arzobispo asumiera el título de Acerenza y Matera cuando vivía en Acerenza, y viceversa el título de Matera y Acerenza cuando vivía en Matera. Los conflictos continuaron hasta tal punto que el papa Clemente VIII († 1605) estableció que la precedencia del título pertenecía a Acerenza, la diócesis más antigua, y la estancia del arzobispo era en Matera, por su mayor conveniencia.
El papa Urbano VI fue arzobispo de Matera y Acerenza desde 1363 hasta 1377.
En 1818, mediante la bula De utiliori, se suprimió la sede de Matera y se unió su territorio al de Acerenza; el error fue reparado con dos bulas de 18 de marzo de 1819 (Ex misteriosa) y 9 de noviembre de 1822.
El 5 de agosto de 1910 se permitió a los arzobispos de Acerenza y Matera añadir el título de abades de San Miguel Arcángel de Montescaglioso. A partir de 1954 este título será prerrogativa únicamente de los arzobispos de Matera.
El 11 de agosto de 1945 las parroquias presentes en las comunas de Bernalda, Ferrandina, Ginosa, Grottole, Laterza, Metaponto, Miglionico, Montescaglioso, Pisticci y Pomarico fueron separadas de la arquidiócesis de Acerenza y unidas a la arquidiócesis de Matera en virtud del decreto Excellentissus de la Congregación Consistorial.
El 2 de julio de 1954 las Iglesias de Matera y Acerenza fueron separadas definitivamente mediante la bula Acherontia del papa Pío XII y se establecieron dos provincias eclesiásticas: la Iglesia metropolitana de Matera y la Iglesia metropolitana de Acerenza. A Matera fueron asignadas las diócesis sufragáneas de Anglona-Tursi y Tricarico.
El 21 de agosto de 1976, mediante la bula Quo aptius del papa Pablo VI, las dos provincias eclesiásticas fueron suprimidas, y Matera, junto con Acerenza, se convirtió en obispado sufragáneo de la arquidiócesis de Potenza, al mismo tiempo elevada a sede metropolitana.
El 11 de octubre de 1976 la diócesis de Matera se unió a la diócesis de Montepeloso (Irsina).
El 28 de noviembre de 1977 el título de arquidiócesis fue devuelto a la diócesis de Matera. Los territorios de Ginosa y Laterza pasaron de la arquidiócesis de Matera a la diócesis de Castellaneta.
El 30 de septiembre de 1986, mediante el decreto Instantibus votis de la Congregación para los Obispos, la unión entre Matera y Montepeloso se hizo plena y la diócesis resultante tomó su nombre actual.
Desde el 4 de marzo de 2023 está unida in persona episcopi a los obispos de la diócesis de Tricarico.

## Estadísticas
Según el Anuario Pontificio 2022 la arquidiócesis tenía a fines de 2021 un total de 128 250 fieles bautizados.
| Año                                                                             | Población            | Población | Población      | Sacerdotes | Sacerdotes    | Sacerdotes    | Bautizados por sacerdote | Diáconos permanentes | Religiosos | Religiosos | Parroquias |
| Año                                                                             | Bautizados católicos | Total     | % de católicos | Total      | Clero secular | Clero regular | Bautizados por sacerdote | Diáconos permanentes | Varones    | Mujeres    | Parroquias |
| ------------------------------------------------------------------------------- | -------------------- | --------- | -------------- | ---------- | ------------- | ------------- | ------------------------ | -------------------- | ---------- | ---------- | ---------- |
| 1970                                                                            | ?                    | 136 764   | ?              | 125        | 94            | 31            | ?                        |                      | 34         | 62         | 39         |
| 1980                                                                            | 138 900              | 139 900   | 99.3           | 86         | 54            | 32            | 1615                     | 2                    | 34         | 143        | 50         |
| 1990                                                                            | 139 000              | 141 800   | 98.0           | 86         | 56            | 30            | 1616                     |                      | 32         | 113        | 50         |
| 1999                                                                            | 140 600              | 141 653   | 99.3           | 83         | 64            | 19            | 1693                     |                      | 22         | 81         | 51         |
| 2000                                                                            | 140 600              | 141 653   | 99.3           | 92         | 73            | 19            | 1528                     |                      | 21         | 81         | 51         |
| 2001                                                                            | 140 600              | 141 653   | 99.3           | 95         | 80            | 15            | 1480                     |                      | 17         | 81         | 51         |
| 2002                                                                            | 140 000              | 140 899   | 99.4           | 84         | 69            | 15            | 1666                     | 1                    | 18         | 63         | 52         |
| 2003                                                                            | 140 000              | 140 899   | 99.4           | 92         | 72            | 20            | 1521                     | 1                    | 23         | 61         | 52         |
| 2004                                                                            | 140 000              | 140 899   | 99.4           | 94         | 74            | 20            | 1489                     | 1                    | 23         | 61         | 52         |
| 2013                                                                            | 140 000              | 144 644   | 96.8           | 98         | 69            | 29            | 1428                     |                      | 32         | 64         | 55         |
| 2016                                                                            | 139 000              | 142 794   | 97.3           | 94         | 69            | 25            | 1478                     | 4                    | 30         | 62         | 55         |
| 2019                                                                            | 129 800              | 149 800   | 86.6           | 91         | 68            | 23            | 1426                     | 4                    | 29         | 60         | 56         |
| 2021                                                                            | 128 250              | 148 000   | 86.7           | 93         | 70            | 23            | 1379                     | 4                    | 26         | 30         | 55         |
| Fuente: Catholic-Hierarchy, que a su vez toma los datos del Anuario Pontificio. |                      |           |                |            |               |               |                          |                      |            |            |            |

## Episcopologio

### Obispos de Montepeloso
- Leone † (1123-?)
  - Sede suprimida (1133-1460)
- Antonello, O.F.M. † (1460-?)
- Rogerio di Atella, O.F.M. † (1463-?)
- Martino Sotomayor, O.Carm. † (18 de septiembre de 1471-1477 falleció)
  - Donato † (24 de mayo de 1479-? renunció) (obispo electo)
- Antonio de Maffeis † (25 de junio de 1479-1482 falleció)
- Giulio Cesare Cantelmi † (20 de marzo de 1482-1491 renunció)
- Leonardo Carmini † (10 de enero de 1491-21 de noviembre de 1498 nombrado obispo de Trivento)
- Marco Coppola, hijo de Francesco Coppola conde de Sarno, O.S.B. † (26 de noviembre de 1498-1527 falleció)
- Agostino Landolfi, O.S.A. † (23 de marzo de 1528-1532 renunció)
  - Giovanni Domenico de Cupis † (13 de noviembre de 1532-11 de abril de 1537 renunció) (administrador apostólico)
- Bernardino Tempestini † (11 de abril de 1537-1540 renunció)
- Martino Croce † (15 de noviembre de 1540-1546 falleció)
- Paolo de Cupis † (27 de enero de 1546-25 de febrero de 1548 nombrado obispo de Recanati)
- Ascanio Ferrari † (25 de febrero de 1548-1550 renunció)
- Vincenzo Ferreri † (5 de noviembre de 1550-1561 renunció)
- Luigi di Campania † (5 de diciembre de 1561-5 de julio de 1566 nombrado obispo de Mottola)
- Vincenzo Ferreri † (16 de octubre de 1564-2 de junio de 1578 nombrado obispo de Umbriatico) (por segunda vez)
- Lucio Maranta † (2 de junio de 1578-1592 falleció)
- Gioia Dragomani † (27 de noviembre de 1592-1596 renunció[nota 1])
- Camillo de Scribani † (20 de octubre de 1596-1600 falleció)
- Ippolito Manari, O.S.M. † (20 de marzo de 1600-17 de diciembre de 1604 falleció)
- Franciscus Persico † (3 de agosto de 1605-1615 falleció)
- Tommaso Sanfelice, C.R. † (2 de diciembre de 1615-12 de diciembre de 1620 falleció)
- Onorio Griffagni, O.S.B. † (17 de marzo de 1621-1623 falleció)
- Diego Merino, O.Carm. † (20 de noviembre de 1623-24 de agosto de 1626 nombrado obispo de Isernia)
- Teodoro Pelleoni, O.F.M.Conv. † (1 de marzo de 1627-1636 falleció)
- Gaudio Castelli † (12 de enero de 1637-octubre de 1637 falleció)
- Attilio Orsini † (1 de marzo de 1638-1654 falleció)
- Filippo Cesarini † (5 de julio de 1655-12 de marzo de 1674 nombrado obispo de Nola)
- Raffaele Riario Di Saono, O.S.B. † (7 de mayo de 1674-septiembre de 1683 falleció)
- Fabrizio Susanna † (24 de abril de 1684-noviembre de 1705 falleció)
- Antonio Aiello † (22 de febrero de 1706-enero de 1714 falleció)
- Domenico Potenza † (10 de enero de 1718-4 de mayo de 1739 falleció)
- Cesare Rossi † (15 de julio de 1739-23 de febrero de 1750 nombrado obispo de Gerace)
- Bartolomeo Coccoli † (27 de abril de 1750-febrero de 1761 falleció)
- Francesco Paolo Carelli † (6 de abril de 1761-14 de abril de 1763 falleció)
- Tommaso Agostino de Simone † (18 de julio de 1763-enero de 1781 falleció)
  - Sede vacante (1781-1792)
- Francesco Saverio Saggese † (27 de febrero de 1792-antes del 6 de diciembre de 1794 falleció)
- Michele Arcangelo Lupoli † (18 de diciembre de 1797-25 de mayo de 1818 nombrado arzobispo de Conza y Campagna)
  - Unida aeque principaliter con Gravina (1818-1976)

### Obispos de Matera
- Anónimo † (mencionado en 968)
- Benedetto † (?-1082 falleció)

### Arzobispos de Matera
- Giacomo Palombella † (2 de julio de 1954-12 de junio de 1974 retirado)
- Michele Giordano † (12 de junio de 1974-11 de octubre de 1976 nombrado arzobispo a título personal de Matera e Irsina)

### Arzobispos de Matera e Irsina, luego Matera-Irsina
- Michele Giordano † (11 de octubre de 1976-9 de mayo de 1987 nombrado arzobispo de Nápoles)[nota 2]
- Ennio Appignanesi † (21 de enero de 1988-19 de enero de 1993 nombrado arzobispo de Potenza-Muro Lucano-Marsico Nuovo)
- Antonio Ciliberti † (6 de mayo de 1993-31 de enero de 2003 nombrado arzobispo de Catanzaro-Squillace)
- Salvatore Ligorio (20 de marzo de 2004-5 de octubre de 2015 nombrado arzobispo de Potenza-Muro Lucano-Marsico Nuovo)
- Antonio Giuseppe Caiazzo, desde el 12 de febrero de 2016

### Diócesis de Montepeloso
- (en italiano) Giuseppe Cappelletti, Le Chiese d'Italia della loro origine sino ai nostri giorni, vol. XXI, Venecia, 1870, pp. 371-375
- (en francés) Louis Duchesne, L'évêché de Montepeloso, en Scripta Minora. Études de topographie romaine et de géographie ecclésiastique, Roma, 1973, pp. 455-465
- (en italiano) Vincenzo D'Avino, Cenni storici sulle chiese arcivescovili, vescovili, e prelatizie (nullius) del regno delle Due Sicilie, Nápoles, 1848, pp. 408-411
- (en latín) Pius Bonifacius Gams, Series episcoporum Ecclesiae Catholicae, Leipzig, 1931, pp. 900-901
- (en latín) Konrad Eubel, Hierarchia Catholica Medii Aevi, vol. 2, pp. 195-196; vol. 3, p. 249; vol. 4, pp. 247-248; vol. 5, pp. 274-275; vol. 6, pp. 295-296